# Новий Буковець (Косьцерський повіт)
Новий Буковець (пол. Nowy Bukowiec) — село в Польщі, у гміні Стара Кішева Косьцерського повіту Поморського воєводства.
Населення — 75 осіб (2011).
У 1975-1998 роках село належало до Гданського воєводства.

## Демографія
Демографічна структура станом на 31 березня 2011 року:
|          | Загалом | Допрацездатний вік | Працездатний вік | Постпрацездатний вік |
| -------- | ------- | ------------------ | ---------------- | -------------------- |
| Чоловіки | 41      | 8                  | 27               | 6                    |
| Жінки    | 34      | 8                  | 21               | 5                    |
| Разом    | 75      | 16                 | 48               | 11                   |